# Steve McMahon junior
Stephen Joseph „Steve“ McMahon (* 31. Juli 1984 in Southport) ist ein ehemaliger englischer Fußballspieler.

## Karriere
McMahon erhielt 2000 ein dreijähriges scholarship (dt. etwa „Stipendium“) beim FC Blackpool, zum selben Zeitpunkt wurde sein Vater, der frühere englische Nationalspieler Steve McMahon senior, Cheftrainer des Klubs. Sein Pflichtspieldebüt im Erwachsenenbereich gab er im Oktober 2002 bei einem 3:2-Erfolg im Erstrundenspiel der Football League Trophy gegen Scunthorpe United. Nachdem sich gegen Saisonende einige Einsätze in der Football League One anschlossen, bei dreien davon stand er in der Startaufstellung, erhielt er im Sommer 2003 einen Profivertrag und kam unter der Ägide seines Vaters zu einer Reihe weiterer Einsätze, unter anderem wurde er kurz vor Spielende beim Gewinn der Football League Trophy 2004 eingewechselt. Am Ende der Saison 2003/04 wurde er mannschaftsintern als „Young Player of the Season“ ausgezeichnet.
Nachdem sein Vater den FC Blackpool im Sommer 2004 verlassen hatte, spielte McMahon junior in den weiteren Planungen des Klubs keine Rolle mehr. Anfang September wurde der zentrale Mittelfeldspieler für zwei Monate in die Football League Two an die Kidderminster Harriers ausgeliehen, bevor sein Vertrag zum Jahresende 2004 aufgelöst wurde, ohne dass er in der Saison 2004/05 ein Pflichtspiel für Blackpool bestritten hatte.
Daraufhin folgte er seinem Vater und wechselte in die neu gegründete australische Profiliga A-League, in der McMahon senior den Trainerposten bei Perth Glory übernommen hatte. Zu Saisonbeginn kam McMahon in 12 Ligapartien zum Einsatz, nachdem McMahon senior Anfang Dezember 2005 von seinem Posten zurückgetreten war, kam auch McMahon junior zu keinem weiteren Einsatz. Zuvor war bereits bekannt geworden, dass der Vereinspräsident eine Verlängerung des Vertrags von McMahon junior ablehnte. McMahon verließ den Klub am Saisonende und findet seither regelmäßig Aufnahme in Auflistungen der schlechtesten A-League-Spieler aller Zeiten.